# Tot oder lebendig (Album)
Tot oder lebendig ist das zweite Soloalbum des deutschsprachigen Rappers Kool Savas. Es erschien am 2. November 2007 bei dem Label Subword, einem Sub-Label der Sony-BMG-Gruppe. Tot oder lebendig ist die 12. Veröffentlichung aus Savas’ Alben, Mix- und Demotape-Serie und stieg auf Platz 10 der deutschen Albumcharts ein.

## Versionen
Tot oder lebendig erschien in insgesamt drei Versionen. Neben der Standardversion wurde eine Enhanced-Edition veröffentlicht, die eine zusätzliche DVD, Filmaufnahmen, ein Making-of und 2 Bonustracks beinhaltet. Die dritte Edition wurde nach dem Online-Hiphop-Magazin MZEE.com benannt. Diese war ausschließlich über die besagte Seite zu beziehen, beinhaltete mehrere Bonustracks und war bereits vor der Veröffentlichung komplett vergriffen.

## Titelliste

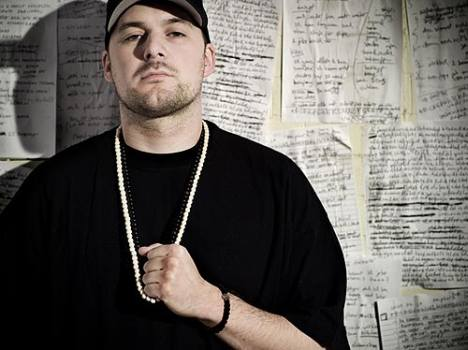
Rapper Kool Savas

| #   | Titel                                      | Spiel- dauer |
| --- | ------------------------------------------ | ------------ |
| 1.  | T.O.L. Intro                               | 2:29         |
| 2.  | Orakel                                     | 2:53         |
| 3.  | Der Beweis                                 | 3:36         |
| 4.  | On Top (featuring Azad)                    | 3:38         |
| 5.  | Essah (featuring Moe Mitchell)             | 3:02         |
| 6.  | Mona Lisa                                  | 2:06         |
| 7.  | Alle schieben Optik                        | 3:29         |
| 8.  | Nur ein Spiel                              | 2:52         |
| 9.  | Tot oder lebendig                          | 4:02         |
| 10. | Dede Skit                                  | 2:13         |
| 11. | Krank                                      | 3:36         |
| 12. | Melodie (featuring Moe Mitchell & Senna)   | 4:08         |
| 13. | Krank (Remix) (feat. Curse) (Mzee-Edition) | 3:36         |
| 14. | T.o.L. (Instrumental) (Mzee-Edition)       | 4:01         |
| 15. | Mona Lisa (Acapella) (Mzee-Edition)        | 1:46         |

## Gastbeiträge
Zu den Musikgästen auf Tot oder lebendig zählen der Frankfurter Rapper Azad, mit welchem Kool Savas bereits ein komplettes Album aufnahm, Moe Mitchell von Optik Records und Senna Guemmour, bekannt als Sängerin der Gruppe Monrose. Ausschließlich auf der von MZEE limitierten Version gibt es einen Bonustrack mit dem Mindener Rapper Curse.

## Illustration
Das Album-Cover zeigt Kool Savas mit gesenktem Blick und seinem Cap über dem Gesicht in einem Raum, der mit Textblättern tapeziert ist. Er trägt zwei Halsketten, die er mit seinen Händen umschließt.

## Videos
Das erste Video, dass zu Tot oder lebendig produziert wurde, ist die Online-Single Der Beweis. Von diesem Clip existieren zwei Versionen. Die Tschernobyl-Version wurde in einem massiven Betonbau in der unbewohnten Stadt Prypjat in der Ukraine gedreht, in deren Nähe sich am 26. April 1986 die Reaktorkatastrophe von Tschernobyl ereignete.
Das zweite Video zum Titellied des Albums, Tot oder lebendig, erschien am 7. Dezember 2007 als Basic- und Premium-Version (Chartplatzierung: 67) und enthält 3 Extra-Songs (Alle schieben Optik (SP Soul Remix), Der Beweis und Absturz). In der Videoversion wurde der dritte Part weggelassen und durch Mona Lisa ersetzt.
Das dritte Video zur Single Melodie erschien am 20. März 2008 und wurde in Berlin gedreht. In dem Video spielen erstmals der Mentalist Farid und Monrose-Sängerin Senna mit.

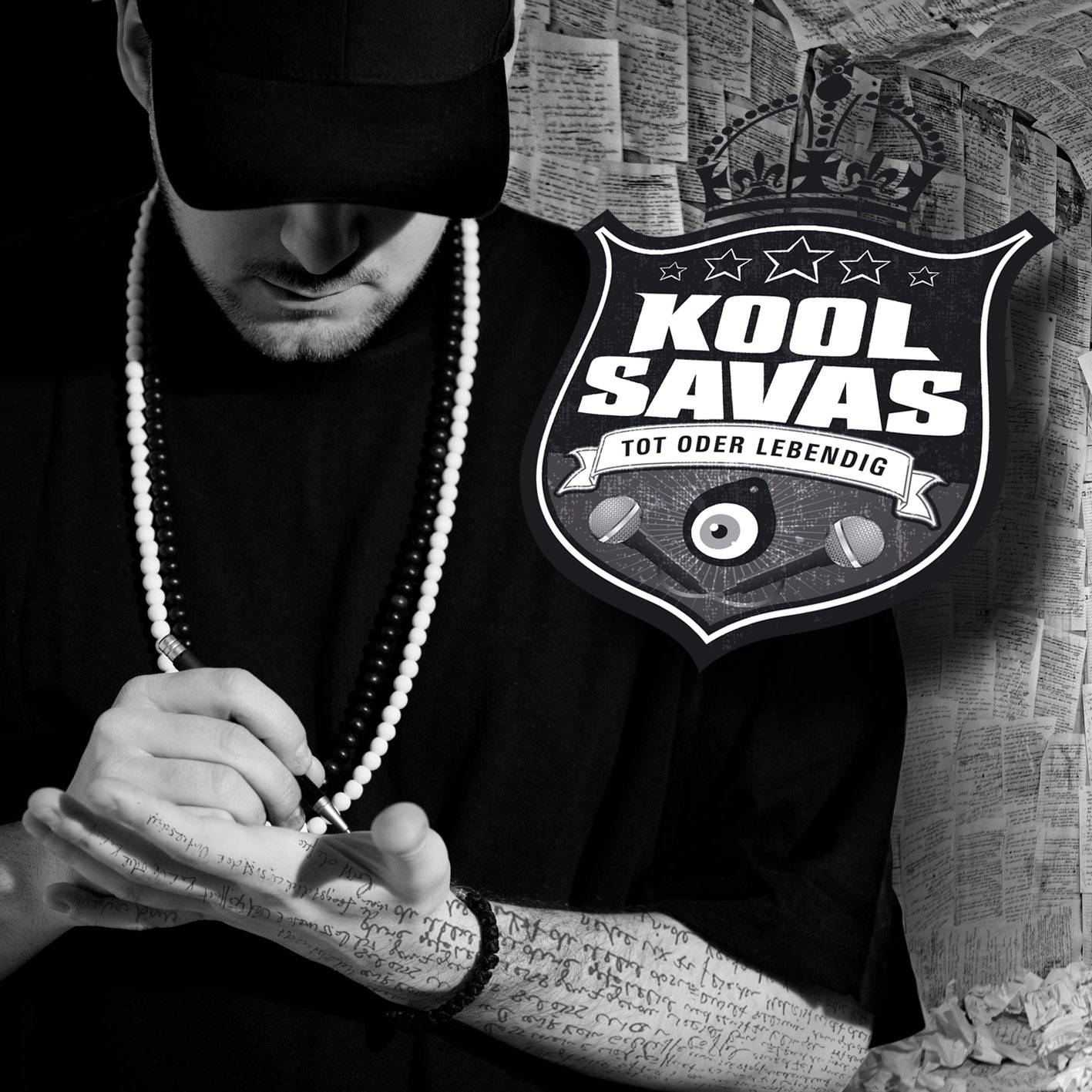
Cover der Single Tot oder lebendig
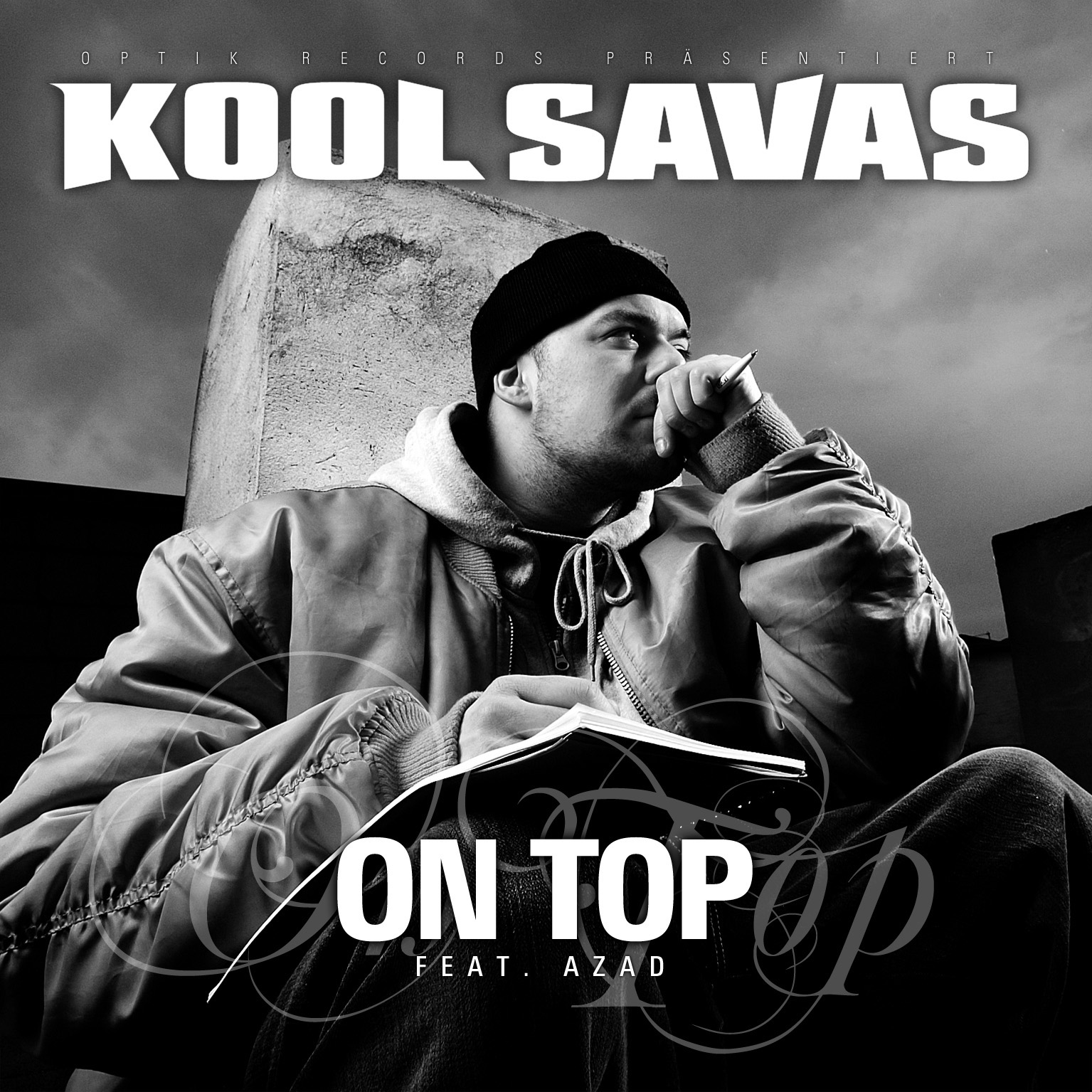
Cover der Single On Top
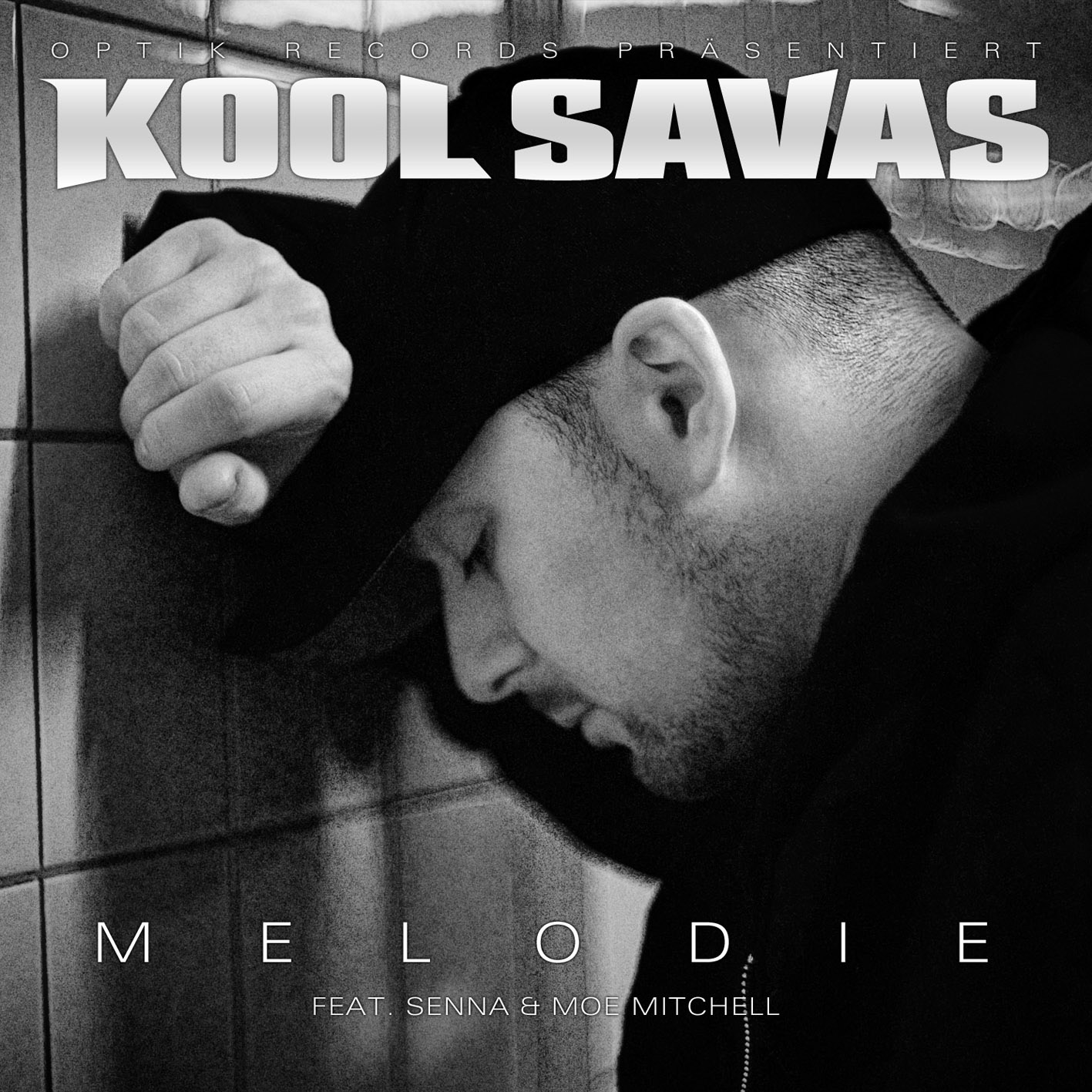
Cover der Single Melodie